# Szent Paraszkiva-fatemplom (Abucsa)
Az abucsai Szent Paraszkiva-fatemplom műemlékké nyilvánított épület Romániában, Hunyad megyében. A romániai műemlékek jegyzékében a  HD-II-m-B-03235 sorszámon szerepel.